# Adolfo Giuntoli
Adolfo Giuntoli (14. květen 1913, Turín, Italské království – 11. červen 1981, Rapallo, Itálie) byl italský fotbalový záložník.
Za reprezentaci neodehrál žádné utkání. Byl v nominaci na OH 1936, kde získal zlatou medaili.

## Úspěchy

### Reprezentační
- 1x na OH (1936 - zlato)